# Proprement scandaleux
Pour plus de détails, voir Fiche technique et Distribution.
Proprement scandaleux (Strictly Dishonorable) est un film américain réalisé par Melvin Frank et Norman Panama, sorti en 1951.

## Fiche technique
- Titre français : Proprement scandaleux
- Titre original : Strictly Dishonorable
- Réalisation : Melvin Frank et Norman Panama
- Production : Melvin Frank et Norman Panama
- Société de production : Metro-Goldwyn-Mayer
- Scénario : Melvin Frank et Norman Panama d'après une pièce de Preston Sturges
- Musique : Lennie Hayton (non crédité)
- Image : Ray June
- Montage : Cotton Warburton
- Direction artistique : Cedric Gibbons et Hans Peters
- Décorateurs de plateau : Hugh Hunt et Edwin B. Willis
- Costumes : Helen Rose (costumes : femme)
- Pays de production :  États-Unis
- Genre : Comédie romantique
- Durée : 86 minutes
- Format : Noir et blanc - Son : Mono (Western Electric Sound System)
- Date de sortie : 
  - États-Unis : 3 juillet 1951

## Distribution
- Ezio Pinza : Comte Augustino "Gus" Caraffa
- Janet Leigh : Isabelle Perry
- Millard Mitchell : Bill Dempsey
- Gale Robbins : Marie Donnelly
- Maria Palmer : Comtesse Lili Szadvany
- Esther Minciotti : Mme Maria Caraffa
- Silvio Minciotti : Oncle Nito
- Arthur Franz : Henry Greene
- Sandro Giglio : Tomasso
- Hugh Sanders : Harry Donnelly
- Mario Siletti : Luigi
- Renata Vanni : Mme Peccatori
- Greta Garbo : Images d'archives
- John Gilbert : Images d'archives